# Thị trấn nông trường
Thị trấn nông trường là một thuật ngữ dùng để chỉ các thị trấn được hình thành từ những khu dân cư tập trung của các nông trường quốc doanh tại miền Bắc và miền Trung Việt Nam.

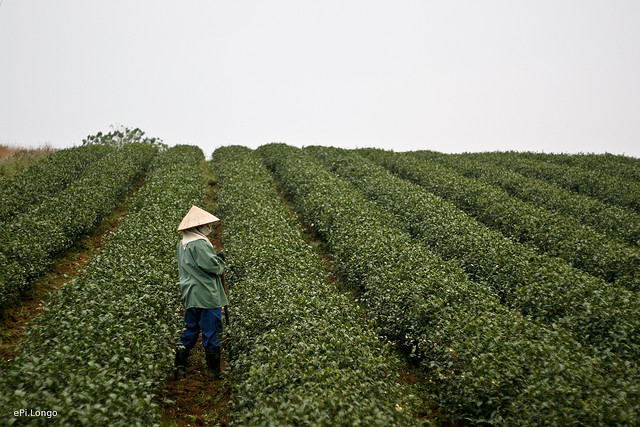
Đồi chè ở thị trấn Nông trường Mộc Châu

## Hình thành
Sau chiến thắng Điện Biên Phủ và kiểm soát hoàn toàn miền Bắc, bên cạnh việc phân chia lại ruộng đất cho nông dân ly tán do tác động chiến tranh, chính phủ Việt Nam Dân chủ Cộng hòa còn tổ chức hệ thống các nông trường để khai thác các vùng đất hoang vào mục đích nông nghiệp. Lực lượng tổ chức nông trường gồm nhiều thành phần dân cư, trong đó có một số lượng lớn quân nhân tạm thời chưa giải ngũ được điều động làm công tác kinh tế.
Số lượng nông trường tăng nhanh trong suốt thập niên 1960, cùng với thời gian tồn tại của Bộ Nông trường trong chính phủ Việt Nam Dân chủ Cộng hòa. Bên cạnh việc thúc đẩy kinh tế nông nghiệp để có thể đảm bảo một phần nhu cầu lương thực, các nông trường còn là các địa điểm tập kết bí mật dùng huấn luyện các đơn vị quân đội trước khi hành quân vào Nam tham chiến.
Việc hình thành các nông trường cũng thúc đẩy hình thành các khu dân cư tập trung mới ở những vùng xa xôi hẻo lánh, góp phần làm tăng nhanh dân số cơ học tại địa phương. Việc tăng trưởng nhanh chóng các nông trường dẫn đến nhiều mâu thuẫn trong quản lý đất đai giữa địa phương với nông trường, đặc biệt là các tranh chấp về đất đai trồng trọt; đồng cỏ chăn nuôi, ao hồ nuôi cá, đập nước, v.v... Bên cạnh đó, xảy ra những bất cập trong quản lý hành chính, nhập nhằng, chồng lấn giữa cơ quan chính quyền địa phương và ban giám đốc nông trường. Do đặc điểm khá biệt lập, các nông trường vừa mang đặc tính một đơn vị sản xuất kinh tế, vừa là đơn vị hành chính gần như độc lập với chính quyền địa phương (các nông trường thường trực thuộc cấp Bộ, hoặc trực thuộc quân đội).
Để khắc phục tình trạng này, một cơ cấu hành chính đặc biệt được thành lập, gọi là thị trấn nông trường. Theo đó, các khu dân cư tập trung thành lập các thị trấn trực thuộc huyện ở những nông trường có từ 700 nhân khẩu trở lên (kể cả công nhân, viên chức và gia đình công nhân, viên chức và những người sinh sống dựa theo nông trường). Trường hợp nông trường ở trong địa giới hơn một huyện, thị trấn nông trường sẽ trực thuộc về huyện mà phạm vi chính của nông trường thuộc về đó.
Mặc dù mang tính chất như một đơn vị hành chính, nhưng thị trấn nông trường không có địa giới hành chính riêng, mà chỉ đơn thuần thực hiện chức năng quản lý hành chính trong phạm vi của nông trường, vốn có phạm vi nằm trên địa giới của nhiều xã, thậm chí chồng lấn địa giới của nhiều huyện. Cơ quan quản lý hành chính nhà nước của thị trấn nông trường là Ủy ban hành chính thị trấn nông trường, phụ trách quản lý hành chính nhà nước đối với công nhân, viên chức, gia đình công nhân; viên chức và những người sinh sống dựa theo nông trường. Chủ tịch Ủy ban hành chính thị trấn nông trường thường do một Phó giám đốc nông trường kiêm nhiệm, nhưng không thoát ly công tác chuyên môn.
Trong kỳ Chiến tranh phá hoại, các thị trấn nông trường nhanh chóng gia tăng dân số cơ học do dòng người tản cư từ các đô thị lớn, phát triển thành những thị tứ đông đúc, có vai trò như một đơn vị hành chính chính thức. Sau năm 1975, các thị trấn nông trường và thị trấn lâm trường tiếp tục được mở ở phía Nam, đặc biệt là ở vùng Tây Nguyên. Tuy nhiên, từ sau năm 1980, cơ cấu hành chính của thị trấn nông trường cũng được thay đổi, với sự hình thành cơ cấu chính quyền nhà nước Hội đồng nhân dân và Ủy ban nhân dân, tách biệt với bộ máy của nông trường.
Tuy nhiên, sau khi Việt Nam thực hiện chính sách mở cửa, nhiều nông trường chuyển đổi mô hình, thuần túy làm nhiệm vụ kinh tế. Từ sau thập niên 2000, lần lượt các thị trấn nông trường đều bị giải thể. Một số được chuyển đổi thành đơn vị hành chính sang cấp xã hoặc thị trấn thực thụ. Một số vẫn còn duy trì tên gọi thị trấn nông trường cho đến ngày nay, nhưng tất cả chúng đều là những đơn vị hành chính thực thụ, không còn mang tính chất thị trấn nông trường như hình thái của chúng lúc ban đầu.
Năm 2025, trong cuộc cải cách hành chính mới, những địa danh hành chính cuối cùng mang tên Thị trấn Nông trường đã được giải thể và sáp nhập vào các đơn vị hành chính mới.

## Các thị trấn nông trường từng tồn tại
| STT | Tên hành chính                         | Năm thành lập | Năm giải thể | Địa bàn tương ứng hiện nay | Ghi chú                                      |
| --- | -------------------------------------- | ------------- | ------------ | -------------------------- | -------------------------------------------- |
| 1   | Thị trấn Nông trường 19-5              | 1965          | 1995         | Nghĩa Đàn, Nghệ An         |                                              |
| 2   | Thị trấn Nông trường Rạng Đông         | 1965          | 1987         | Nghĩa Hưng, Nam Định       |                                              |
| 3   | Thị trấn Nông trường Phú Sơn           | 1965          | 1987         | Thanh Sơn, Phú Thọ         |                                              |
| 4   | Thị trấn Nông trường Vân Du            | 1965          | 2004         | Thạch Thành, Thanh Hóa     |                                              |
| 5   | Thị trấn Nông trường Vân Lĩnh          | 1965          | 2009         | Thanh Ba, Phú Thọ          |                                              |
| 6   | Thị trấn Nông trường Thống Nhất        | 1966          | 2009         | Yên Định, Thanh Hóa        |                                              |
| 7   | Thị trấn Nông trường Bắc Sơn           | 1967          | 2011         | Phổ Yên, Thái Nguyên       |                                              |
| 8   | Thị trấn Nông trường Bình Minh         | 1967          | 1987         | Kim Sơn, Ninh Bình         | Giải thể và đổi tên thành Thị trấn Bình Minh |
| 9   | Thị trấn Nông trường Bố Hạ (Cam Bố Hạ) | 1967          | 2007         | Lạng Giang, Bắc Giang      |                                              |
| 10  | Thị trấn Nông trường Đồng Giao         | 1967          | 1974         | Tam Điệp, Ninh Bình        |                                              |
| 11  | Thị trấn Nông trường Hà Trung          | 1967          | 1981         | Hà Trung, Thanh Hóa        |                                              |
| 12  | Thị trấn Nông trường Lam Sơn           | 1967          | 2004         | Ngọc Lặc, Thanh Hóa        |                                              |
| 13  | Thị trấn Nông trường Phúc Do           | 1967          | 2004         | Cẩm Thủy, Thanh Hóa        |                                              |
| 14  | Thị trấn Nông trường Quân Chu          | 1967          | 2011         | Đại Từ, Thái Nguyên        |                                              |
| 15  | Thị trấn Nông trường Sao Vàng          | 1967          | 1999         | Thọ Xuân, Thanh Hóa        |                                              |
| 16  | Thị trấn Nông trường Sông Bôi          | 1967          | 1999         | Lạc Thủy, Hòa Bình         |                                              |
| 17  | Thị trấn Nông trường Sông Cầu          | 1967          | 2011         | Đồng Hỷ, Thái Nguyên       |                                              |
| 18  | Thị trấn Nông trường Thạch Thành       | 1967          | 2004         | Thạch Thành, Thanh Hóa     |                                              |
| 19  | Thị trấn Nông trường Thanh Hà          | 1967          | 1999         | Lạc Thủy, Hòa Bình         |                                              |
| 20  | Thị trấn Nông trường Vân Hùng          | 1967          | 1987         | Đoan Hùng, Phú Thọ         |                                              |
| 21  | Thị trấn Nông trường Yên Mỹ            | 1967          | 2004         | Nông Cống, Thanh Hóa       |                                              |
| 22  | Thị trấn Nông trường Yên Thế           | 1967          | 2008         | Yên Thế, Bắc Giang         |                                              |
| 23  | Thị trấn Nông trường Sông Âm           | 1968          | 2004         | Ngọc Lặc, Thanh Hóa        |                                              |
| 24  | Thị trấn Nông trường Thạch Ngọc        | 1968          | 2004         | Thạch Hà, Hà Tĩnh          |                                              |
| 25  | Thị trấn Nông trường Cao Phong         | 1968          | 1994         | Cao Phong, Hòa Bình        |                                              |
| 26  | Thị trấn Nông trường Nghĩa Lộ          | 1968          | 2020         | Nghĩa Lộ, Yên Bái          |                                              |
| 27  | Thị trấn Nông trường Than Uyên         | 1968          | 2008         | Tân Uyên, Lai Châu         |                                              |
| 28  | Thị trấn Nông trường Tô Hiệu           | 1968          | 1999         | Mai Sơn, Sơn La            |                                              |
| 29  | Thị trấn Nông trường Cửu Long          | 1968          | 1986         | Lương Sơn, Hòa Bình        |                                              |
| 30  | Thị trấn Nông trường 2-9               | 1969          | 1999         | Yên Thủy, Hòa Bình         |                                              |
| 31  | Thị trấn Nông trường Bãi Trành         | 1969          | 2004         | Như Xuân, Thanh Hóa        |                                              |
| 32  | Thị trấn Nông trường Điện Biên         | 1969          | 1997         | Điện Biên Phủ, Điện Biên   |                                              |
| 33  | Thị trấn Nông trường Mường Ẳng         | 1969          | 1997         | Mường Ảng, Điện Biên       |                                              |
| 34  | Thị trấn Nông trường Tam Đường         | 1969          | 1997         | Lai Châu, Lai Châu         |                                              |
| 35  | Thị trấn Nông trường 1-5               | 1977          | 1995         | Nghĩa Đàn, Nghệ An         |                                              |
| 36  | Thị trấn Nông trường 20-4              | 1977          | 2004         | Hương Khê, Hà Tĩnh         |                                              |
| 37  | Thị trấn Nông trường Chiềng Ve         | 1977          | 1999         | Mộc Châu, Sơn La           |                                              |
| 38  | Thị trấn Nông trường Hải Hòa           | 1979          | 1994         | Móng Cái, Quảng Ninh       |                                              |
| 39  | Thị trấn Nông trường Đạ Tẻh            | 1979          | 1986         | Đạ Tẻh, Lâm Đồng           |                                              |
| 40  | Thị trấn Nông trường Đạ M'ri           | 1979          | 1986         | Đạ Huoai, Lâm Đồng         |                                              |
| 41  | Thị trấn Nông trường Hải Sơn           | 1979          | 1998         | Móng Cái, Quảng Ninh       |                                              |
| 42  | Thị trấn Nông trường Chiềng Sung       | 1980          | 1999         | Mai Sơn, Sơn La            |                                              |
| 43  | Thị trấn Nông trường Nam Ban           | 1981          | 1987         | Lâm Hà, Lâm Đồng           |                                              |
| 44  | Thị trấn Nông trường Sông Ray          | 1982          | 1993         | Cẩm Mỹ, Đồng Nai           |                                              |
| 45  | Thị trấn Nông trường Ea Pốk            | 1984          | 1993         | Cư M'gar, Đắk Lắk          |                                              |
| 46  | Thị trấn Nông trường Ea Tul            | 1986          | 1993         | Cư M'gar, Đắk Lắk          |                                              |
| 47  | Thị trấn Nông trường Tân Trào          | ????          | 1999         | Sơn Dương, Tuyên Quang     |                                              |
| 48  | Thị trấn Nông trường Sông Lô           | ????          | 1999         | Yên Sơn, Tuyên Quang       |                                              |
| 49  | Thị trấn Nông trường Tháng 10          | ????          | 1999         | Yên Sơn, Tuyên Quang       |                                              |
| 50  | Thị trấn Nông trường Chí Linh          | ????          | 2002.        | Chí Linh, Hải Dương        |                                              |
| 51  | Thị trấn Nông trường Tam Đảo           | ????          | 1996         | Tam Đảo, Vĩnh Phúc         |                                              |
| 52  | Thị trấn Nông trường Đông Hiếu         | ????          | 1995         | Thái Hòa, Nghệ An          |                                              |
| 53  | Thị trấn Nông trường Tây Hiếu          | ????          | 1995         | Thái Hòa, Nghệ An          |                                              |
| 54  | Thị trấn Nông trường Cờ Đỏ             | ????          | 1995         | Nghĩa Đàn, Nghệ An         |                                              |
| 55  | Thị trấn Nông trường Mộc Châu          | 1968          | 2025         | Mộc Châu, Sơn La           |                                              |
| 1   | Thị trấn Nông trường Lệ Ninh           | 1965          | 2025         | Lệ Thủy, Quảng Bình        |                                              |
| 2   | Thị trấn Nông trường Thái Bình         | 1965          | 2025         | Đình Lập, Lạng Sơn         |                                              |
| 3   | Thị trấn Nông trường Việt Trung        | 1966          | 2025         | Bố Trạch, Quảng Bình       |                                              |
| 4   | Thị trấn Nông trường Việt Lâm          | 1967          | 2025         | Vị Xuyên, Hà Giang         |                                              |
| 5   | Thị trấn Nông trường Trần Phú          | 1968          | 2025         | Văn Chấn, Yên Bái          |                                              |
| 6   | Thị trấn Nông trường Liên Sơn          | 1970          | 2025         | Văn Chấn, Yên Bái          |                                              |
| 7   | Thị trấn Nông trường Phong Hải         | 1977          | 2025         | Bảo Thắng, Lào Cai         |                                              |